# Melándra
Melándra (grec moderne : Μελάνδρα) est un village de Chypre détruit et inhabité.

## Source
- (en) Cet article est partiellement ou en totalité issu de l’article de Wikipédia en anglais intitulé « Melandra, Cyprus » (voir la liste des auteurs).